# Hedysarum
- Commons
- Wikispecies

Hedysarum é um género botânico pertencente à família Fabaceae.
É uma fonte de alimento de larvas e algumas espécies de Lepidoptera como a Coleophora accordella.

## Portugal
Em Portugal este género está presentado por 3 espécies:
- Hedysarum coronarium L.
- Hedysarum flexuosum L.
- Hedysarum glomeratum F.Dietr.

Estão apenas presentes em Portugal Continental. A primeira é invasora e a segunda e terceira são nativas. 

## Classificação do gênero
| Sistema | Classificação                      | Referência               |
| ------- | ---------------------------------- | ------------------------ |
| Linné   | Classe Diadelphia, ordem Decandria | Species plantarum (1753) |